# Gregorius Dagsson
Gregorius Dagsson Bratsberg (c. 1128-7 de enero de 1161) fue un noble caudillo de Noruega, lendmann y protagonista de las guerras civiles noruegas.

## Biografía
Gregorius era hijo de Dag Eilivsson, y Ragnhild Skoftesdotter, una hija de Skofte Ogmundsson, por lo tanto estaba relacionado con la dinastía Giskeätten. Su hermana Baugeid fue abadesa de un convento. Las sagas nórdicas le citan como uno de los principales jefes distritales de su tiempo, tenía su residencia en una granja de Bratsberg, en Grenland. Defendió a una viuda de su familia Gyda, quien solicitó ayuda cuando Geirstein, padre de la amante de Sigurd Munn intentó cortejarla y al ser rechazado, acosaba a la mujer por despecho. Gregorius se vio forzado a matar a Geirstein, por lo que se enemistó con el rey Sigurd y en consecuencia apoyó las reivindicaciones de Inge Krokrygg, convirtiéndose en uno de los más sólidos apoyos del pretendiente a la corona cuando sus hermanos Sigurd y Øystein confabularon para repartirse el reino.
Gregorius se enfrentó a Sigurd y logró acabar con su vida en 1155. Øystein prometió venganza, pero Gregorius logra también abatirle años más tarde en Foss, Ranrike. Cuando el hijo de Sigurd, Håkon Herdebrei reclama el título de rey, fue Gregorius uno de los caudillos de la alianza que lo derrotó en Konungahella (1159). Pero cuando intentó atacar a los granjeros partidarios de Håkon cerca de Uddevalla hacia enero de 1161, fue asesinado el 7 de enero de 1161 en Kungälv, Bohuslän, cuando intentaba cruzar el hielo. Su cuerpo fue sepultado en el monasterio de Gimsøy.

### La muerte de Geirstein
La historia de Geirstein aparece en Ágrip af Nóregskonungasögum y Morkinskinna. Geirstein es un terrateniente prepotente y agresivo que corteja a Gyda, una viuda vecina, pero es rechazado. Por despecho él daña sus campos lanzando su ganado sobre ellos. Gyda, por su parte, promete su apoyo al hombre que logre matar a Geirstein. Uno de los sirvientes consigue acabar con Geirstein, y tras la muerte Gyda se encuentra en una situación desesperada con un frente abierto con los hijos de Geirstein que claman venganza y la enemistad del propio rey. Gyda pide ayuda a Gregorius Dagsson, quien mata a los hijos de Geirstein cuando pretenden capturarla. La historia, sin embargo, no aparece en Fagrskinna ni en Heimskringla que se centra más en la rivalidad y enfrentamiento entre reyes, pero donde resalta una enemistad entre el rey Sigurd y Gregorius.

## Herencia
Se desconoce el nombre de su esposa, pero las sagas mencionan a un hijo Gunnar Gregoriusson Bratsberg (c. 1140-1200).